# 海一番R
海一番R（うみいちばんアール）は、2003年に山佐から発売されたパチスロ機。

## 特徴
パチンコの海物語シリーズ（三洋物産）とのタイアップ機。リール右側に搭載された液晶画面では、パチンコ同様の演出が行われる。液晶画面で絵柄が3つ揃うと大当たり＝ボーナスで、1~9（絵柄や配列は海物語に準じる）の絵柄のうち、8での大当たりのみレギュラーボーナスの可能性があり、他の絵柄はビッグボーナスとなる。
A-400ストック機。奇数（CR海物語の確変絵柄）で当たると、次回大当たりまでの最大RTゲーム数(天井)が36Gとなり、その間のリプレイ入賞確率も格段に上がる。メダルをほとんど減らさずに次のボーナスを引けるため、実質的にパチンコの確変と同様に考えられる。
山佐伝統の「ビッグバンモード」も存在する。プレミアムキャラ「サム」登場からの大当たりや、「7」での大当たりは、ビッグバンモード滞在中にのみ出現する。
続編として「海二番X」という機種も開発された。最初はテスト販売として山佐の直営店舗数店に設置されたのみだったが、2006年にダブルバー・ビッグウェーブという名で販売された（しかしながらテスト販売されたのは「海二番」（Xがない）という機種だったため、厳密にいうと同じではない）。
初心者やパチンコ派の獲得を見込んでいたため、技術介入度は極めて低く、救済の天井も浅いが、これが逆に災いすることとなった。目論見通り、特に海物語シリーズでキャラクターに馴染みのあった中高年者の人気は獲得したが、システムをよく理解しないまま打つ場合が多かったため、天井に近い台でもそれと知らずに席を立ってしまっていた。本機種の情報が雑誌またはインターネットに掲載されてからというもの、仕組みを理解した打ち手たちにより、回転数の多い（天井に近い）台を選び、ビッグボーナスに当選するまで打ち続け、ビッグボーナス終了後、4ゲームでやめ次へ移るといったハイエナ打法が蔓延した。しばらくするとホール側としても非常に扱いにくい台となり、徐々にホールからは撤去された。